# Je sais tout
Je sais tout foi uma revista mensal francêsa, criada em Paris pelo editor de imprensa Pierre Lafitte em 15 de fevereiro de 1905, que se queria à saída uma revista enciclopédica ilustrada destinada à família, para depois evoluir numa revista de divulgação científica. Foi famosa pela publicação das obras de Maurice Leblanc, em particular as aventuras de Arsène Lupin. Era publicada no dia 15 de cada mês, mas a publicação foi interrompida de agosto de 1914 ao final de 1914. A revista tinha o formato de 17,5 cm por 24,5 cm e continha mais de 100 páginas. A circulação inicial foi estimada em torno de 250.000 e circulou até 1921.
Je sais tout publicou sobretudo, sob a forma de séries, os primeiros romances e novelas escritos por Maurice Leblanc e contando as aventuras de Arsène Lupin, bem como das novelas de Arthur Conan Doyle e dos relatos de ficção científica.
Esta revista está evocado no 91.º das 480 lembranças citadas por Georges Perec em Lembro-me.

## História

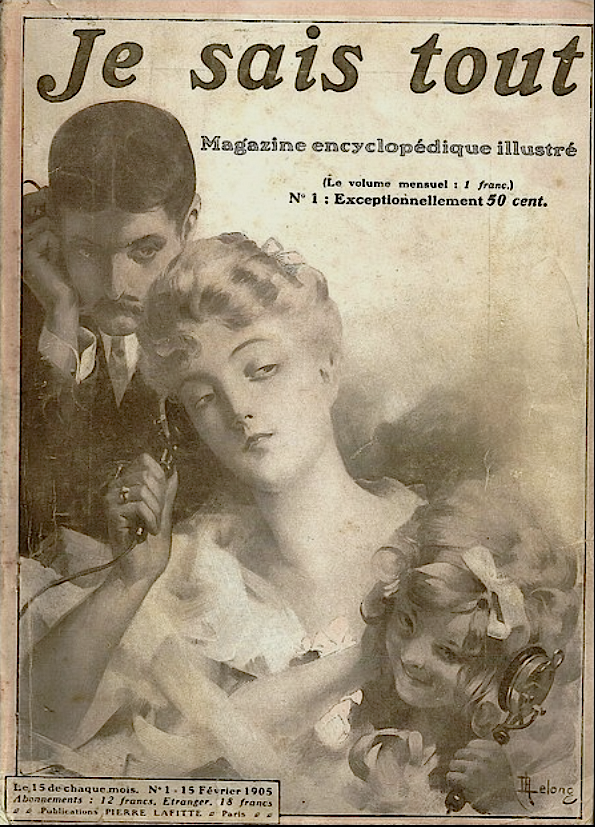
Je sais tout nº1, fevereiro de 1905, capa concebida por René Lelong

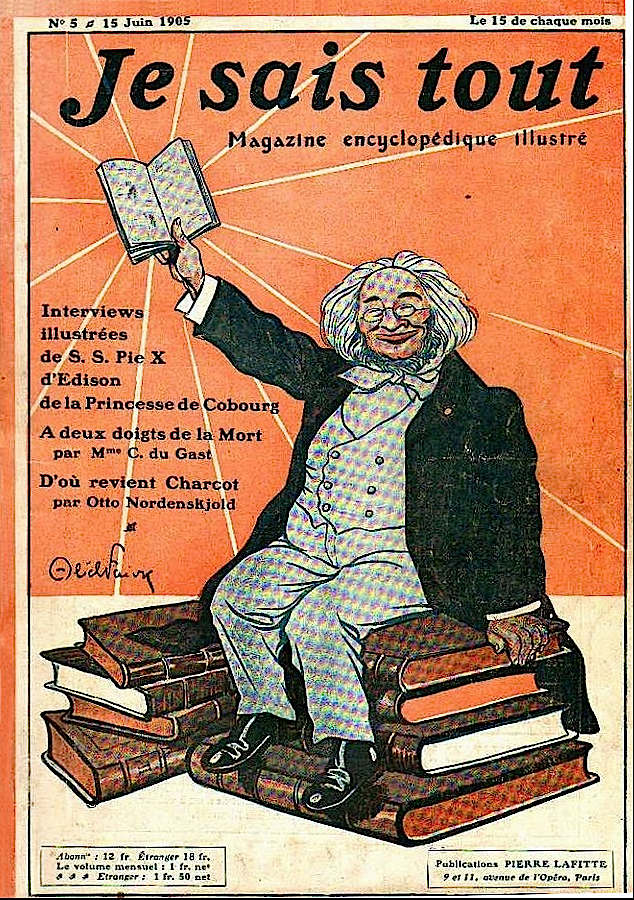
Je sais tout nº5, junho de 1905 : capa assinada por Abel Faivre

### Um jornal da Bela Época (1905-1914)
A primeira entrega desta revista mensal, define como uma «revista enciclopédia ilustrada», teve lugar em 15 fevereiro  de  1905, para um preço de lançamento de 50 cêntimos, com em cobertura uma família, a mãe, o pai e um menino, tendo a cada um um microtelefone à orelha.
Jes sais tout aparece depois regularmente o 15 da cada mês, vendido ao prêmio de 1 franco, até data julho. De formato Unidade|17.5|cm}} na 24,5 cm, a revista fazia com frequência mais de uma centena de páginas : conta-se 128 páginas para as primeiras entregas, uma cobertura em cores e o interior em negro e branco cujo das imagens fora de-textos em trichromie. O logo e a personagem fétiche da revista, o « pai Sê tudo », têm sido criados pelo pintor Grün. As primeiras cifras de tiragem anunciada foram de nº 250 000 exemplares. Ao fim de alguns números, Je sais tout tem também o sub-título por uma notícia repentina, « enciclopedia mundial ilustrada ».
Das páginas de textos extra em cores e de numerosas ilustrações ao rasgo esmalte estas publicações convocam artistas, desde os desenhadores, dos pintores, e os fotógrafos, e também de numerosos jornalistas enviados e os escritores cuja maioria das novelas em série estiveram a retomar depois sob a forma de obras.

### Conceito
Inventor da fórmula desportista e recreativa ilustrada de fotografias com La Vie au grand air em 1898, Pierre Lafitte lança o conceito de uma revista inovadora, dita de « cultura geral », alvejando o grande público ou as famílias, sem no entanto ser verdadeiramente pioneiro : desde 1891, The Strand Magazine propõe uma mistura de séries ilustradas e de informações generalistas, seguido pela Pearson's Magazine (1896), depois o Nacional Geographic sai em janeiro  de  1905 uma nova fórmula ilustrada no mesmo formato, Jugend na Alemanha evolui igualmente em revista cultural, etc. É de anotar que os edições Larousse publicava desde 1898 as revistas com carácter enciclopédica e generalista, com mais ou menos sucesso. Com respeito à revista Science et Vie, não sairá até 1913.
Tecnicamente, a revista está impressa nas gráficas Gustave de Malherbe & Cª (Paris 15.º), equipadas em máquinas capazes de produzir em similigravura as ilustrações e tratar de grandes quantidades (fotografias, desenhos tramas ou ao rasgo). O devolvido é às vezes como saturado, mas no juntos a lisibilidade satisfazia o leitorado habituado à gravura clássica. Para o número 100, Lafitte anuncia que a partir de então a revista está impressa graças à « rotogravura rotativa » e promete mais ilustrações em 3 e 4 cores.
Je sais tout constitui uma volta cultural e de marketing, neste que foi muito rapidamente, na França, um sucesso popular que adoptou este formato daqui por diante imitado.

### Desenvolvimento
Je sais tout conheceu três fases principais desenvolvedoras. A primeira cobre nos anos 1905-1914, a segunda nos anos de guerra e segunda guerra (1915-1922), a última nos anos 1922-1939.
O primeiro redactor em chefe foi Henri Barbusse. em 1905, substituído depois por Jacques des Gachons que o ficou para perto de uma quinzena de anos.
Pouco antes o lançamento da revista, Pierre Lafitte, ao título de uma campanha publicitária, contactou com casualidade 150 pessoas no anuário telefónicoe e fez propor a questão : «Que sabeis- ?». Ofereceu aos ganhadores que tinham que responder »Je sais tout», o prêmio de uma assinatura anual.
Um primeiro « prêmio Je sais tout » (1905) esteve organizado nos números seguintes que recompensava os melhores críticos literários ou as reportagens que os leitores podiam submeter à redacção.
Em outubro de 1907, absorva-se A Pequena revista da juventude, fundado igualmente por Lafitte em novembro de 1905.
Com a Primeira Guerra Mundial, após seis mês de interrupção, a revista prossegue as suas edições mensais, resultando depois a « revista da actualidade e das energias nacionais » [sic].
Um novo prémio anual é lançado em 1921 para recompensar um manuscrito francês que se inscreve na continuação da obra de Jules Verne « mantendo conta das possibilidades científicas do futuro e que sabe dar ao relato um interesse igual ».
Em fevereiro  de  1922, uma nova fórmula é lançada por Hachette, que tinha recomprado a revista em 1916., titulada a grande revista de divulgação científica séria que toma mais tarde como subtítulo a revista da descoberta e que toma final em setembro  de  1939 com uma capa que mostra um soldado que leva um máscara de gás (Imprimerie Georges Lang). A saída dos números desta segunda fórmula fazia-se ao 1 do mês. Em outubro, a revista é absorvida pela Lectures pour tous.
Teve em todos 405 números.
Em maio  de  1969, Hachette  propõe uma revista semanal titulado Je sais tout, a aventura humana de todos os tempos (editada pelo grupo de imprensa Édi-Mundo, com para director de publicação Paul Winkler). Retoma o conceito enciclopédica, mas destinado desta vez ao público adolescente, no espírito dos fascículos Conhecer com ilustrações unicamente desenhadas. Nem estes desenhos nem os artigos estão assinados, se não uma editora baixo o pseudónimo de Pérégrinus. Esta revista aparece a cada terça-feira, ao preço de 1,50 francos, até em 1970.

## Listas das contribuidores notáveis

### Escritores
| - Frédéric Boutet - Jules Clarétie - Michel Corday - Maurice Dekobra - Jacques des Gachons - Georges de Esparbès - Arthur Conan Doyle - Camille Flammarion - Sacha Guitry - Bernhard Kellermann - Henri Lavedan - Maurice Leblanc - Camille Lemonnier |  | - Gaston Leroux - Maurice Level - Amélie Murat - Gaston de Pawlowski - Henri de Régnier - Maurice Renard - Jacques Richepin - Jean Richepin - J.-H. Rosny aîné - Clément Vautel - H. G. Wells |

### Ilustradores

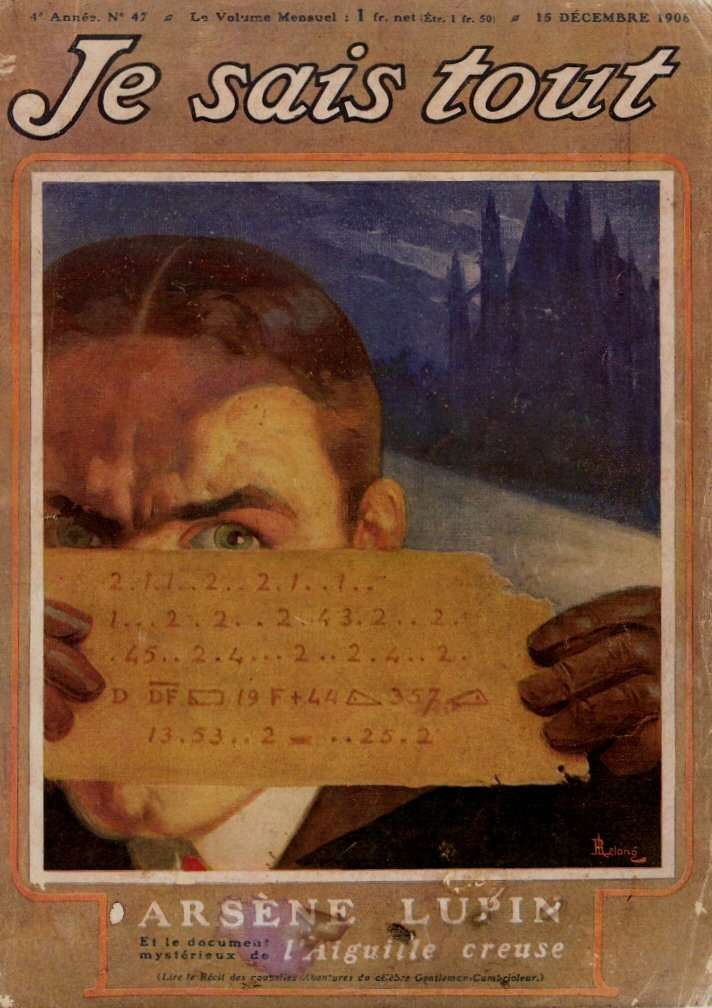
Capa do n° 47, assinada René Lelong

| - Charles Atamian - Louis Bailly (1914-1918) - Jacques Branger - Roger Broders - Jacques Camoreyt (1905) - Leonetto Cappiello - André Devambez - Géo Dupuis (1914) - Georges Dutriac (1923) - Abel Faivre (1905) - Léon Fauret - Léo Fontan - Jean-Louis Forain (1920) - William Frederick Foster (1918) - Géo Gaumet - Charles Dana Gibson - Jules Grün - Percy Bell Hickling (1910) - Charles Hoffbauer |  | - František Kupka - Henri Lanos, cujo A Guerra dos Mundos (sete. 1905) - Fabius Lorenzi (1920) - Félix Lorioux (1921) - René Lelong - Maurice Leroy, - Daniel de Losques - Serafino Macchiati (1906-1912) - Louis Morin - Manuel Orazi - Georges de Ostoya [Stoya] - Pierlis (1912) - Raylambert - Georges Scott - Sem - José Simont - Maurice Toussaint - Simon Harmon Vedder (1909) - Jacques Wély (1905-1909) - Henri Zo |

## Análise do conteúdo

### Série e novelas

#### Séria «Arsène Lupin»
Quatro séries inéditas que formam 21 aventuras de Arsène Lupin, assinadas Maurice Leblanc, estão propostas entre 1907 e 1913 :
- Arsène Lupin gentleman cambrioleur, publicada em 9 novelas dos números 6, 11, 12, 13, 15, 16, 17, 18 e 28 de julho 1905 a maio de 1907
- Arsène Lupin contra Herlock Sholmes, publicada em 2 novelas de novembro  de  1906 a outubro  de  1907
- A Agulha Oca, publicada de novembro de 1908 a maio de 1909
- As Confidências de Arsène Lupin, publicada em 9 novelas de abril  de  1911 a junho  de  1913

#### Série «Sherlock Holmes»
Já conhecido dos leitores francófonos desde uma primeira tradução no jornal Le Temps em 1894, Sherlock Holmes, personagem inventada por Arthur Conan Doyle, aparece em três ocasiões em Je sais tout sob a forma de relatos às vezes recortados em telenovela. A revista publicou outros textos de Conan Doyle, sem nenhum relatório com o famoso detective, cuja famosa novela fantástica O Mundo Perdido (novembro de 1913 a julho de 1914).:
- Os dançarinos (The Adventure of the Dancing Men, 1903), ilustrado por Jacques Camoreyt, publicado em junho de 1905.
- Sherlock Holmès (Sherlock Holmes: The Strange Coloque of Miss Faulkner, 1899), peça de teatro escrito com William Gillette, publicada em três partes de fevereiro a abril 1908.
- Os Planos do Bruce-Partington (The Adventure of the Bruce-Partington Planos, 1908), nova publicada em março 1910.

Em novembro 1924, é publicado O autor de Sherlock Holmes conta a sua vida : as aventuras de Conan Doyle nos mares Árticos (The Glamour of the Arctic, 1892), um relato autobiográfico de Conan Doyle.

### Um exemplo de sumário:Je sais tout, n° 65 (junho de 1910)
- Capa ilustrada em cores, representando Georges V, rei da Inglaterra.
- Sumário : Frontispício : Gabriele D'Annunzio.
- Ramos imperiales, rameaux reais, mondanités por Charles Torquet.
- Nas Humoristas.
- Os Jogos do amor e da Conferência, peça inédita num acto de Romain Coolus.
- Da Terra ao Céu, por Louis Paulhan.
- Texto extra em cores : Jean-Jacques Rousseau que colheita guindas, por Roqueplan.
- Je sais tout a entrevista ao poeta do fogo, Gabriele D'Annunzio, por Jean Carrère.
- Como tenho descoberto o Pólo Norte, por Robert Peary.
- Os Contos do cigarro ao fogo verde, grande novela inédita por Valentin Mandelstamm.
- Meu filleul, (continuação), relato por Henri Lavedan.
- Artes : O Salão de 1910.
- Suzanne Desprès, retrato por Joseph Galtier.
- Meu coração petrificou-se, (final), grande novela inédita de René Maizeroy.
- O Sonho, poesia inédita de Jacques Richepin.
- A Noite, poesia inédita de Cora Laparcerie-Richepin.
- Uma cidade gigante saída de um hameau, reportagem por Victor Forbin.

## As aventuras de Arsène Lupin
- Arsène Lupin, Ladrão de Casaca, publicado em 9 partes nos números 6, 11, 12, 13, 15, 16, 17, 18 e 28, de julho de 1905 a maio de 1907
- Arsène Lupin contra Herlock Sholmes, publicado em 2 partes de novembro de 1906 a outubro de 1907
- A Agulha Oca, publicado de novembro de 1908 a maio de 1909
- As Confidências de Arsène Lupin, publicado em 9 partes de abril de 1911 a junho de 1913

## Anexos